# Heretat Segura Viudes
L'Heretat Segura Viudes és una masia de Torrelavit (Alt Penedès) inclosa a l'Inventari del Patrimoni Arquitectònic de Catalunya.

## Descripció
Antiga masia molt reformada, situada al sud-est de Lavit, prop del riu Bitlles i envoltada de vinyes i d'edificacions annexes destinades a caves.
El conjunt està format per la torre i altres edificis adossats. Els elements arquitectònics que apareixen són heterogenis (arcs conopials, portals adovellats, galeries d'arcs, etc), i hi ha unes grans cantoneres de pedra.

## Història
L'origen de la masia és antic, però el seu aspecte actual respon a reformes realitzades principalment durant el segle xx.